# アインシュタインの縮約記法
アインシュタインの縮約記法（アインシュタインのしゅくやくきほう、英: Einstein summation convention）またはアインシュタインの記法（アインシュタインのきほう、英: Einstein notation）、アインシュタインの規約（アインシュタインのきやく、英: Einstein convention）または総和規約は、添字 (index) の和の記法であり、同じ項で添字が重なる場合はその添字について和を取るというルールである。この重なる指標を擬標（またはダミーの添字、dummy index）、重ならない指標を自由標（またはフリーの添字、free index）と呼ぶ。
一般相対性理論、量子力学、連続体力学、有限要素法などで重宝する。この記法が有用なのは、上下に同じ添字がついているときその添字に対する和（縮約）は座標変換によらないという点である。
アインシュタインが 1916 年に用いた。アインシュタインはこの記法を自分の「数学における最大の発見」と（冗談めかして）言ったという。

## 例
4 次元空間におけるベクトル aμ と bμ (μ = 1, 2, 3, 4) の内積を記すときには、aμ bμ と記述される。これは、具体的に書けば
{\displaystyle a^{\mu }b_{\mu }=a^{1}b_{1}+a^{2}b_{2}+a^{3}b_{3}+a^{4}b_{4}}
を意味することになる。
計量 (metric) が gμν (μ, ν = 0, 1, 2, 3) として表される曲がった時空においては、ベクトルの内積は
{\displaystyle a^{\mu }b_{\mu }=g_{\mu \nu }a^{\mu }b^{\nu }=\sum _{\mu ,\nu =0}^{3}g_{\mu \nu }a^{\mu }b^{\nu }}
と記述される。最後の式は 4 次元の場合の縮約を、和の形で書いたものである。
特に特殊相対性理論や場の量子論で標準的に用いられるミンコフスキー空間での内積は、計量を ημν = diag(1, −1, −1, −1) とするとき
{\displaystyle a^{\mu }b_{\mu }=a^{0}b^{0}-a^{1}b^{1}-a^{2}b^{2}-a^{3}b^{3}}
と記述される（宇宙論などでは、符号を逆に取る流儀もある）。

## ルール
この記法のルールを一般的に書き下すと以下のようになる：
- 通常、座標やベクトルの成分には上付きの添え字を用いる。微分のように、上付き添え字の変数が「分母」にくる場合それは下付き添え字の変数とみなされる。ただしこのルールは計量テンソルで変換される場合もある。
- 擬標となる添え字の組は常に上下に現れる。座標変換に際して上付き添え字の変数は反変性をもち、一方下付き添え字の変数は共変性をもつことからそれらの積の和は座標変換によらないことが示せるためである。
- 自由標は式の両辺、各項で同じでなければならない。このバランスが取れている限りは自由標は別の文字に置き換えてもよい（この操作は数式の変形、代入などでしばしば行われる）。